# Lagos
För andra betydelser, se Lagos (olika betydelser).
Lagos är Nigerias största stad. Lagos storstadsområde, Metropolitan Lagos, består av 16 lokala enheter (local government areas) med cirka 8 miljoner invånare vid den senaste folkräkningen (2006). Detta gör Lagos till ett av de folkrikaste storstadsområdena i Afrika. Lagos var fram till 1991 även Nigerias huvudstad men blev då ersatt av Abuja. Lagos är Nigerias viktigaste hamnstad. Stadens främsta affärscentrum ligger på Victoria Island.

## Historia
Lagos var ursprungligen en yoruba-stad med aworifolk och kallades från början Oko. Namnet Lagos fick staden av de första portugisiska nybyggarna efter staden Lagos i Algarve. Mellan 1404 och 1889 var staden en viktig knutpunkt i slavhandeln. Efter Storbritanniens annektering av staden 1861 upphörde slavhandeln. 1866 förenades Lagos med Sierra Leone, och 1874–1886 tillhörde staden kronkolonin Guldkusten. 1886–1906 hade Lagos egen administration, förenades därefter med Sydnigeria för att 1914 uppgå i Nigeria. Efter självständigheten från Storbritannien 1960 blev staden huvudstad i Nigeria. Staden växte kraftigt under 1960- och 1970-talen. 1991 ersattes den som huvudstad av Abuja.
Även om Lagos inte längre är huvudstad är staden fortfarande det inofficiella sätet för många statliga myndigheter.

## Geografi och stadsbild

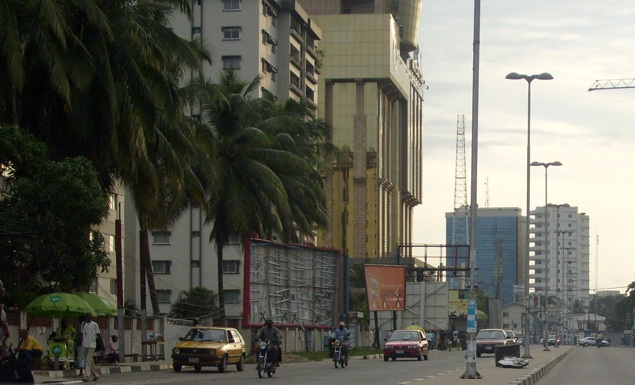
Nya hus på Victoriaön

Lagos är en hamnstad vilken ligger längs med Slavkusten i Beninbukten, Guineabukten i södra delen av Nigeria vid Ogunfloden.
Staden ligger vid ett system av laguner vilket också stadens namn Lago, som kommer från portugisiska och betyder sjöar öppna mot havet, anknyter till. Lagos har en av de få naturliga hamnar på den afrikanska västkusten. På den ena sidan av hamninloppet ligger Lagosön med stadskärnan. På den andra sidan ligger stadsdelen Apapa, som är hamnstaden. Apapa är numera helt integrerad i Lagos. Norr och västerut finns fastlandet, där majoriteten av befolkningen lever.
På Lagosön finns stadens kommersiella centrum med kontor för banker, försäkringsbolag och oljebolag. Lagosön är numera förenad med Ikoyi som huvudsakligen består av bostadskvarter, och inkluderar det gamla residentsdistriktet från den brittiska tiden med kolonialvillor på stora tomter med mycket grönska. Två broar förbinder Lagosön och Ikoyi med Victoriaön som är en nyare stadsdel som genom det centrala läget har blivit ett eftersökt kontors- och bostadsdistrikt. På fastlandet med bland annat förorterna Surulere, Mushin och Yaba bor majoriteten av befolkningen i nedgångna bostadsområden. Det sammanhängande storstadsområdet sträcker sig numera även in över gränsen till den norra delstaten Ogun, in i distrikten Ado-Odo/Ota och Ifo.
Den snabba befolkningsökningen ställer krav på nya lösningar. En ny stadsdel, Eko Atlantic, är under uppbyggnad i anslutning till Victoriaön. Genom att ta sand från havsbottnen och stenar skapas nytt land som sedan ska bebyggas. Syftet är att förhindra erodering av gamla Lagos, att erbjuda ny mark för bostäder och affärslokaler och att Lagos inte ska vara associerat med slum utan vara en modellstad. En sju meter hög mur ska skydda staden från havet . 2020 ska Eko Atlantic vara västra Afrikas finansiella centrum. Den första fasen består av en 2 kilometer lång boulevard som ska vara affärsdistrikt.
Lagos omges av ett lagun- och mangrovelandskap närmast kusten. Längre in i landet finns tropisk regnskog blandad med planteringar av bland annat kassava och majs.

## Klimat
Klimatet i Lagos liknar det i resten av södra Nigeria. Det finns två regnperioder, kraftigast i april-juli och svagare i oktober-november. Det finns en kortare torrperiod i augusti-september och en längre i december-mars. Månatligt regn är i maj-juli över 300 millimeter, i augusti-september 75 millimeter och i januari 35 millimeter. Den längre torrperioden är åtföljd av Harmattanvindar från Sahara som i december-februari kan bli väldigt starka. Medeltemperaturen är i januari 27 grader Celsius och i juli 25 grader Celsius. Genomsnittligt är mars den varmaste månaden med en medeltemperatur på 29 grader Celsius; juli är den kallaste månaden.

## Demografi
FN beräknade antalet invånare till 11,5 miljoner år 2022, men det finns olika uppskattningar och en av dem anger ett invånarantal på hela 18 miljoner. Befolkningen utgörs huvudsakligen av yoruba, men alla etniska grupper i Nigeria är representerade. Den snabbt ökade befolkningen har frestat på planeringen och infrastrukturen i staden. Det finns problem med tillgång och underhåll när det gäller vatten, el och vägnät. Den utbredda förslumningen leder också till sociala problem. Inflyttningen till staden är hög och enligt FN:s beräkningar kommer folkmängden därför stiga till över 24 miljoner år 2035.

## Kommunikationer

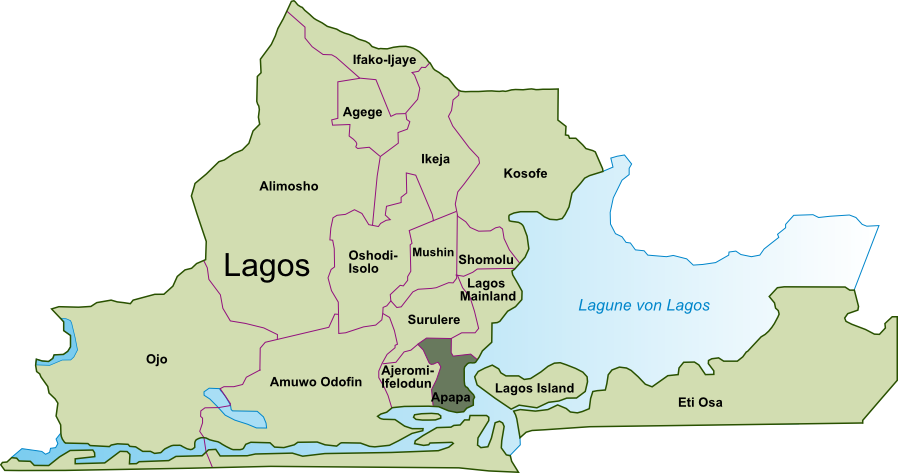
Apapas läge i Lagos

Lagos internationella flygplats, Murtala Muhammed Airport, ligger i förstaden Ikeja som också är huvudstad i delstaten Lagos, och trafikeras av flera större europeiska flygbolag som British Airways, KLM och Lufthansa liksom andra internationella flygbolag som Ethiopian Airlines, Emirates Airlines och North American Airline.
Centrala Lagos genomkorsas av ett flertal motorvägar. Sedan i november 2007 finns ett stombussnät i Lagos som trafikeras av Lamata (Lagos Metropolitan Area Transport Authority) som 2009 trafikerar en 22 km lång sträcka med 26 busshållplatser som trafikeras av 180 bussar. Lamata har också planer på ett Light rail-nätverk.
Den huvudsakliga hamnen finns i Apapa och har byggts ut kraftigt. I Apapa finns också stora industriområden och bostadsområden populära bland utlänningar som arbetar i sjöfartsnäringen. Containerterminalen i Apapa privatiserades 2006, och ägs numera av APM Terminals som kontrolleras av danska A.P. Møller-Mærsk Group.

## Bilder

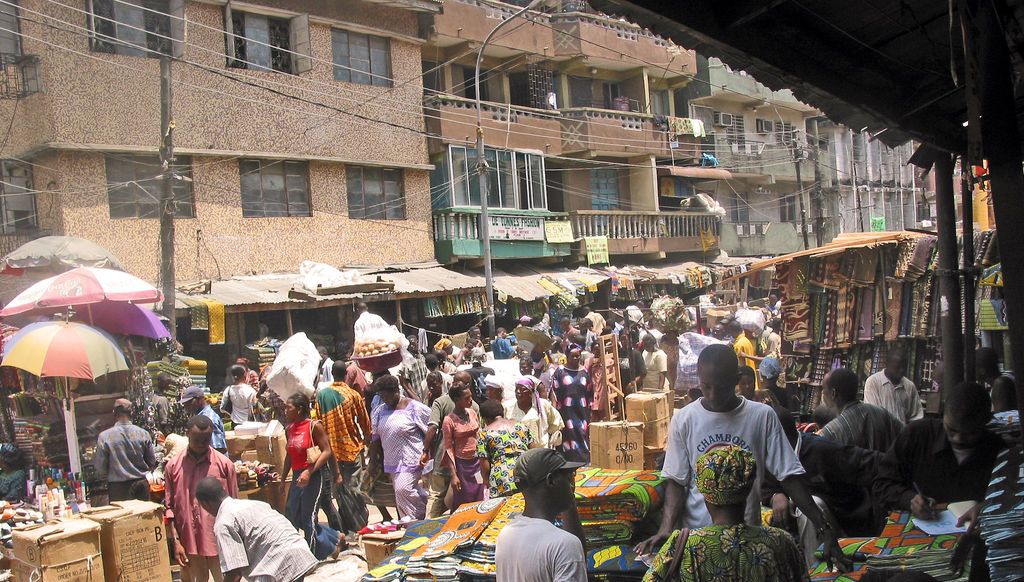
Marknad i Lagos
Gatubild